# Les Sylphides

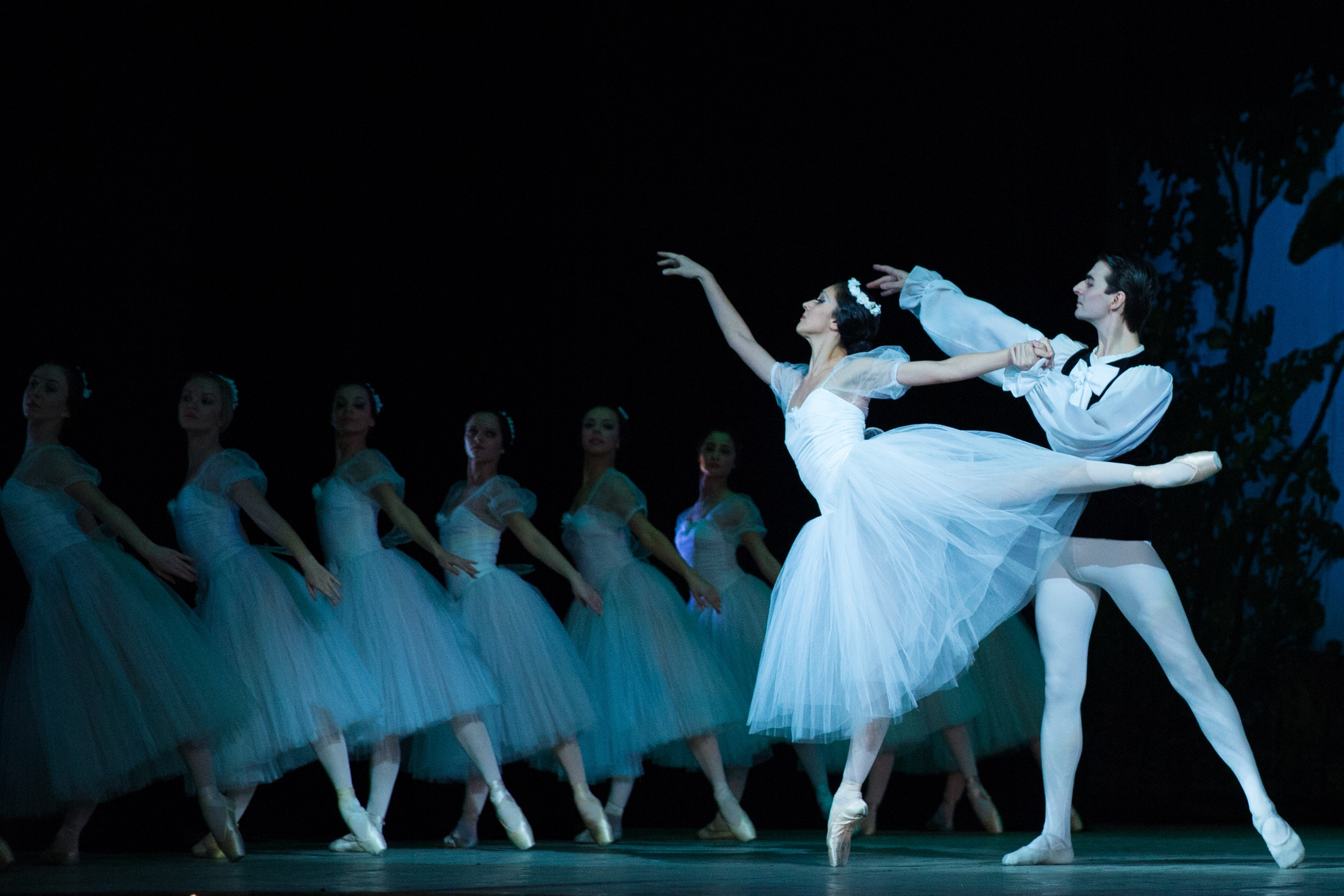
Szene aus Les Sylphides

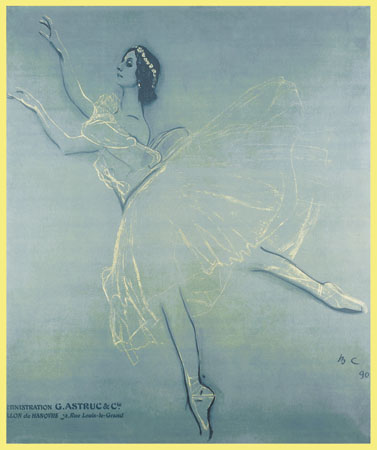
Anna Pawlowna Pawlowa (1881–1931) in Les Sylphides, 1909, Théâtre du Châtelet, Paris

Les Sylphides (oder Chopiniana) ist ein kurzes, nicht-narratives Ballet Blanc. Die Originalchoreografie stammt von dem russisch-amerikanischen Choreografen Michel Fokine (1880–1942), der als Musik Klavierstücke von Frédéric Chopin auswählte. Diese wurden von Alexander Glasunow (1865–1936) orchestriert.
Die erste Version des Balletts, in der  Alexander Glasunow vier Stücke von Chopin verwendete, hieß Chopiniana, Opus 46, die 1893 unter der musikalischen Leitung des russischen Komponisten Rimski-Korsakow (1844–1908) erstmals aufgeführt wurde. Die Stücke waren: Polonaise, Nocturne, Mazurka und Tarantella. Fokine, der Choreograf, überredete Glasunow, einen zusätzlichen Walzer hinzuzufügen, weil er mindestens einen Tanz auf Zehen und in den langen Röcken der Taglioni-Periode schaffen wollte. Sie wurde bei einer Wohltätigkeitsgala im Mariinski-Theater in Sankt Petersburg im Dezember 1906 als Chopiniana erstmals aufgeführt. 

## Aufbau
Les Sylphides hat kein Libretto, es setzt sich zusammen aus verschiedenen Gruppen- und Solotänzen der weiß gekleideten Sylphiden und einem als Poet oder jungem Mann bezeichneten Tänzer.
Da das Werk von Fokine mehrfach bearbeitet wurde und er schon vorher Ballette zu Chopins Musik choreografiert hatte, lässt sich schwer sagen, wann das heute als Les Sylphides bekannte Werk Premiere hatte. Meist wird der 2. Juni 1909 angegeben, das Datum der Uraufführung im Théâtre du Châtelet, Paris durch Djagilews Ballets Russes mit Tamara Karsawina, Anna Pawlowa, Alexandra Baldina und Vaslav Nijinsky als Solisten.
Die heute meist gezeigte Version des Balletts besteht aus folgenden Stücken:
1. Polonaise in A-Dur op. 40 Nr. 1
2. Nocturne in As-Dur op. 32 Nr. 2
3. Valse in Ges-Dur op. 70 Nr. 1
4. Mazurka in D-Dur op. 33 Nr. 2
5. Mazurka in C-Dur op. 67 Nr. 3
6. Prélude in A-Dur op. 28 Nr. 7
7. Valse in cis-Moll op. 64 Nr. 2
8. Grande Valse in Es-Dur op. 18

Les Sylphides wird oft mit La Sylphide verwechselt, beides sind Ballette, in denen es um die mythischen Sylphiden geht. Ansonsten aber weisen die Werke sehr wenige Gemeinsamkeiten auf.